# Páncél mögött (film, 2024)
A Páncél mögött (eredeti cím: Armor) 2024-ben bemutatott amerikai akcióthriller, amelyet Justin Routt rendezett. A főbb szerepekben Sylvester Stallone, Josh Wiggins, Dash Mihok és Jason Patric látható.
Amerikában 2024. november 22-én mutatták be a mozikban.

## Cselekmény
James Brody, a páncélautó biztonsági őre a fiával, Caseyvel együtt dollármilliókat szállít bankok között. Rook és csapata el akarja lopni a pénzt. Brody és fia ellenáll és a rablók üldözőbe veszik őket, egy rozoga hídon sikerül sarokba szorítaniuk őket. A páncélautó egyensúlyát vesztve a híd széléről lóg, életveszélyesen közel a mélybe zuhanáshoz. James és az ellopott vagyon sorsa a tét. Az idő szorításában James kénytelen minden tudását és bátorságát latba vetni, hogy megvédje fiát. Miközben a hídon kívül és belül is feszült harc folyik, James számára egyértelmű: Casey élete mindennél fontosabb. 

## Szereplők
| Szerep      | Színész            | Magyar hang   |
| ----------- | ------------------ | ------------- |
| Rook        | Sylvester Stallone | Gáti Oszkár   |
| James Brody | Jason Patric       | Széles Tamás  |
| Casey Brody | Josh Wiggins       | Baráth István |
| Smoke       | Dash Mihok         | Megyeri János |

### Magyar változat
- Magyar szöveg: Jánosi Emese
- Hangmérnök és vágó: Bogdán Gergő
- Gyártásvezető: Szántai Szófia
- Szinkronrendező: Bartucz Attila
- Produkciós vezető: Nagy Borús Levente

A szinkront a Budapest Audio készítette el.

## A film készítése
A forgatás Pearlingtonban és Wavelandben zajlott 2023 szeptemberében. Mivel a forgatás a 2023-as SAG-AFTRA sztrájk alatt zajlott, a filmkészítők ideiglenes megállapodásokat kaptak, amelyek engedélyt adtak nekik a film elkészítésére.
A stábtagok vitatják a rendezői kreditet, amit Routt kapott a filmért, azt állítva, hogy Randall Emmett számos gyártási elemet koordinált, miközben nem szerepelt a listákon és elkerülte a reflektorfényt. Michael Castro, a kellékes asszisztens szerint: "Ő (Routt) szó szerint úgy tett, mintha ő rendezné a jelenetet, ami éppen zajlott – a monitorra nézett, majd átnézett az akcióra, és kézmozdulatokat tett, hogy úgy tűnjön, mintha ő mondaná meg az embereknek, mit kell tenniük. Az egész csak színlelés volt.

## Bemutató
A Páncél mögött először 2024. október 30-án jelent meg a Fülöp-szigeteken. Az Egyesült Államokban 2024. november 22-én jelent meg.